# Kåseholm

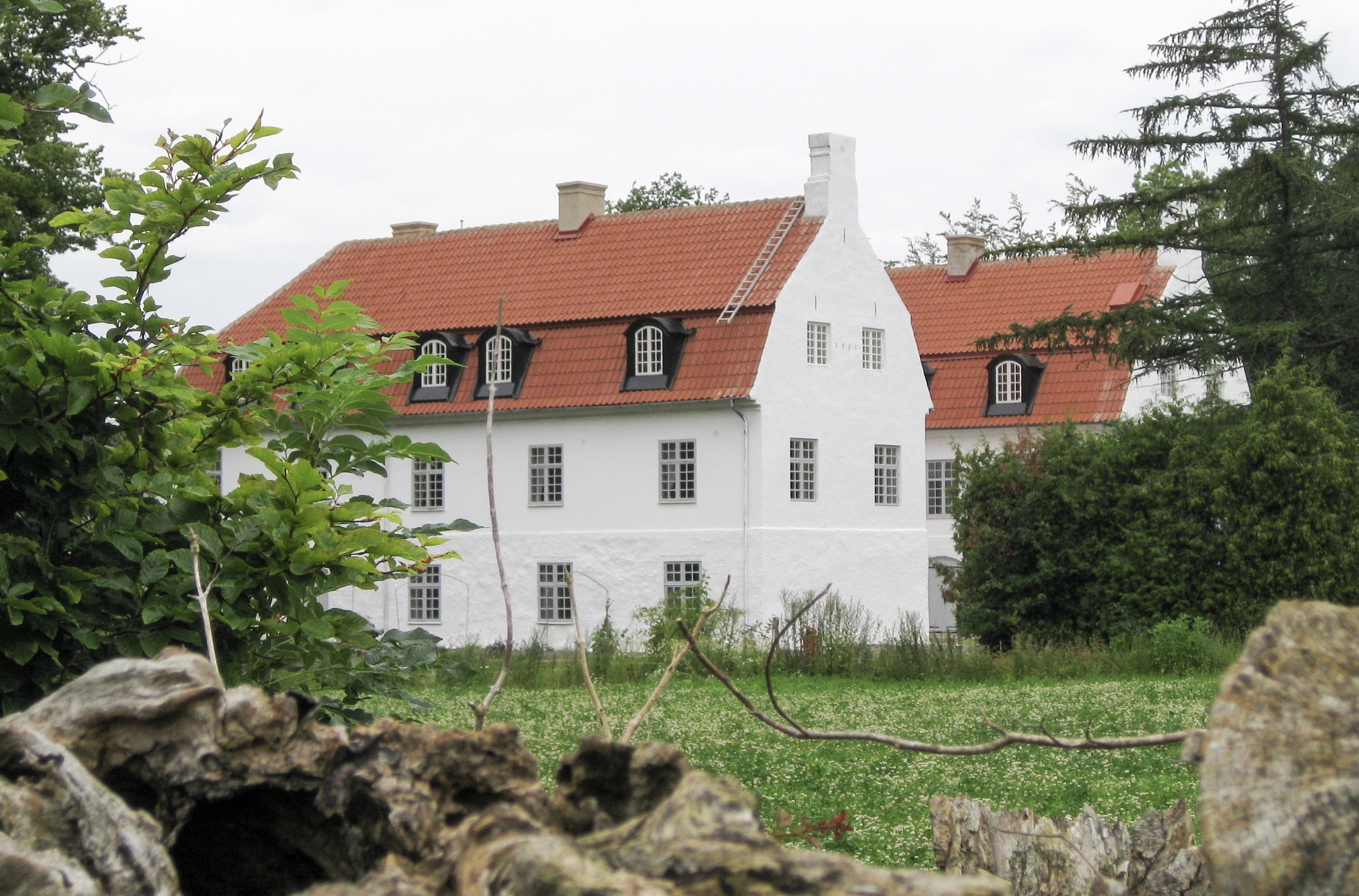
Kåseholm

Kåseholm är ett slott i Tomelilla kommun i Skåne.
Kåseholm ligger cirka åtta kilometer nordväst om Tomelilla. Gården har anor tillbaka till minst 1639. Det nuvarande slottet finns avbildat 1761. Byggnaden är ombyggd 1813. Delar av en äldre byggnad finns inbyggd i den nuvarande. Kåseholm är idag förutom storjordbruk hotell och konferensanläggning.
Den äldsta kända ägaren är Johan Uhrne som köpte gården runt 1647. Gården hette då Esbjörnsstorp. Johan Uhrne bytte namn till Kåseholm efter sin hustru Pernille Kaas. De äldsta delarna av slottet, är troligen en del av det stenhus som Johan Uhrne byggde kring 1650.